# TV조선 저녁뉴스 7
《TV조선 저녁뉴스 7》은 TV조선에서 방송된 뉴스 프로그램이다.

## 앵커
- 엄성섭
- 윤슬기

## 경쟁 뉴스 프로그램
- KBS 뉴스 7